# Olympische Sommerspiele 1992/Schwimmen
Bei den XXV. Olympischen Sommerspielen 1992 in Barcelona wurden im Schwimmen insgesamt 33 Wettbewerbe ausgetragen, davon 16 für Männer und 15 für Frauen.

## Männer

### 50 m Freistil
| Platz | Land | Athlet          | Zeit         |
| ----- | ---- | --------------- | ------------ |
| 1     | EUN  | Alexander Popow | 21,91 s (OR) |
| 2     | USA  | Matt Biondi     | 22,09 s      |
| 3     | USA  | Tom Jager       | 22,30 s      |

Finale am 30. Juli

### 100 m Freistil
| Platz | Land | Athlet          | Zeit    |
| ----- | ---- | --------------- | ------- |
| 1     | EUN  | Alexander Popow | 49,02 s |
| 2     | BRA  | Gustavo Borges  | 49,43 s |
| 3     | FRA  | Stéphan Caron   | 49,50 s |

Finale am 28. Juli

### 200 m Freistil
| Platz | Land | Athlet          | Zeit             |
| ----- | ---- | --------------- | ---------------- |
| 1     | EUN  | Jewgeni Sadowy  | 1:46,70 min (OR) |
| 2     | SWE  | Anders Holmertz | 1:46,86 min      |
| 3     | FIN  | Antti Kasvio    | 1:47,63 min      |

Finale am 26. Juli

### 400 m Freistil
| Platz | Land | Athlet          | Zeit             |
| ----- | ---- | --------------- | ---------------- |
| 1     | EUN  | Jewgeni Sadowy  | 3:45,00 min (WR) |
| 2     | AUS  | Kieren Perkins  | 3:45,16 min      |
| 3     | SWE  | Anders Holmertz | 3:46,77 min      |

Finale am 29. Juli

### 1500 m Freistil
| Platz | Land | Athlet         | Zeit              |
| ----- | ---- | -------------- | ----------------- |
| 1     | AUS  | Kieren Perkins | 14:43,48 min (WR) |
| 2     | AUS  | Glen Housman   | 14:55,29 min      |
| 3     | GER  | Jörg Hoffmann  | 15:02,29 min      |

Finale am 31. Juli

### 100 m Rücken
| Platz | Land | Athlet         | Zeit         |
| ----- | ---- | -------------- | ------------ |
| 1     | CAN  | Mark Tewksbury | 53,98 s (OR) |
| 2     | USA  | Jeff Rouse     | 54,04 s      |
| 3     | USA  | David Berkoff  | 54,78 s      |

Finale am 30. Juli

### 200 m Rücken
| Platz | Land | Athlet              | Zeit             |
| ----- | ---- | ------------------- | ---------------- |
| 1     | ESP  | Martín López-Zubero | 1:58,47 min (OR) |
| 2     | EUN  | Wladimir Selkow     | 1:58,87 min      |
| 3     | ITA  | Stefano Battistelli | 1:59,40 min      |

Finale am 28. Juli

### 100 m Brust
| Platz | Land | Athlet        | Zeit             |
| ----- | ---- | ------------- | ---------------- |
| 1     | USA  | Nelson Diebel | 1:01,50 min (OR) |
| 2     | HUN  | Norbert Rózsa | 1:01,68 min      |
| 3     | AUS  | Philip Rogers | 1:01,76 min      |

Finale am 26. Juli

### 200 m Brust
| Platz | Land | Athlet            | Zeit             |
| ----- | ---- | ----------------- | ---------------- |
| 1     | USA  | Michael Barrowman | 2:10,16 min (WR) |
| 2     | HUN  | Norbert Rózsa     | 2:11,23 min      |
| 3     | GBR  | Nick Gillingham   | 2:11,29 min      |

Finale am 29. Juli

### 100 m Schmetterling
| Platz | Land | Athlet        | Zeit    |
| ----- | ---- | ------------- | ------- |
| 1     | USA  | Pablo Morales | 53,32 s |
| 2     | POL  | Rafał Szukała | 53,35 s |
| 3     | SUR  | Anthony Nesty | 53,41 s |

Finale am 27. Juli

### 200 m Schmetterling
| Platz | Land | Athlet          | Zeit             |
| ----- | ---- | --------------- | ---------------- |
| 1     | USA  | Melvin Stewart  | 1:56,26 min (OR) |
| 2     | NZL  | Danyon Loader   | 1:57,93 min      |
| 3     | FRA  | Franck Esposito | 1:58,51 min      |

Finale am 30. Juli

### 200 m Lagen
| Platz | Land | Athlet       | Zeit        |
| ----- | ---- | ------------ | ----------- |
| 1     | HUN  | Tamás Darnyi | 2:00,76 min |
| 2     | USA  | Greg Burgess | 2:00,97 min |
| 3     | HUN  | Attila Czene | 2:01,00 min |

Finale am 31. Juli

### 400 m Lagen
| Platz | Land | Athlet        | Zeit             |
| ----- | ---- | ------------- | ---------------- |
| 1     | HUN  | Tamás Darnyi  | 4:14,23 min (OR) |
| 2     | USA  | Eric Namesnik | 4:15,57 min      |
| 3     | ITA  | Luca Sacchi   | 4:16,34 min      |

Finale am 27. Juli

### 4 × 100 m Freistil
| Platz | Land | Athleten | Zeit        |
| ----- | ---- | --- | ----------- |
| 1     | USA  | Joe Hudepohl Matt Biondi Tom Jager Jon Olsen Im Vorlauf: Shaun Jordan, Joel Thomas                                   | 3:16,74 min |
| 2     | EUN  | Pawlo Chnykin Gennadi Prigoda Juri Baschkatow Alexander Popow Im Vorlauf: Wladimir Pyschnenko, Weniamin Tajanowitsch | 3:17,56 min |
| 3     | GER  | Christian Tröger Dirk Richter Steffen Zesner Mark Pinger Im Vorlauf: Andreas Szigat, Bengt Zikarsky                  | 3:17,90 min |

Finale am 29. Juli

### 4 × 200 m Freistil
| Platz | Land | Athleten | Zeit             |
| ----- | ---- | --- | ---------------- |
| 1     | EUN  | Dmitri Lepikow Wladimir Pyschnenko Weniamin Tajanowitsch Jewgeni Sadowy Im Vorlauf: Alexei Kudrjawzew, Juri Muchin | 7:11,95 min (WR) |
| 2     | SWE  | Anders Holmertz Tommy Werner Lars Frölander Christer Wallin                                                        | 7:15,51 min      |
| 3     | USA  | Joe Hudepohl Melvin Stewart Jon Olsen Doug Gjertsen Im Vorlauf: Scott Jaffe, Daniel Jorgensen                      | 7:16,23 min      |

Finale am 27. Juli

### 4 × 100 m Lagen
| Platz | Land | Athleten | Zeit              |
| ----- | ---- | --- | ----------------- |
| 1     | USA  | Jeff Rouse Nelson Diebel Pablo Morales Jon Olsen Im Vorlauf: David Berkoff, Hans Dersch, Melvin Stewart, Matt Biondi           | 3:36,93 min (WRe) |
| 2     | EUN  | Wladimir Selkow Wassili Iwanow Pawlo Chnykin Alexander Popow Im Vorlauf: Wladimir Pyschnenko, Wladislaw Kulikow, Dmitri Wolkow | 3:38,56 min       |
| 3     | CAN  | Mark Tewksbury Jonathan Cleveland Marcel Gery Stephen Clarke Im Vorlauf: Thomas Ponting                                        | 3:39,66 min       |

Finale am 31. Juli

## Frauen

### 50 m Freistil
| Platz | Land | Athletin      | Zeit         |
| ----- | ---- | ------------- | ------------ |
| 1     | CHN  | Yang Wenyi    | 24,79 s (WR) |
| 2     | CHN  | Zhuang Yong   | 25,08 s      |
| 3     | USA  | Angel Martino | 25,23 s      |

Finale am 31. Juli

### 100 m Freistil
| Platz | Land | Athletin              | Zeit         |
| ----- | ---- | --------------------- | ------------ |
| 1     | CHN  | Zhuang Yong           | 54,64 s (OR) |
| 2     | USA  | Jenny Thompson        | 54,84 s      |
| 3     | GER  | Franziska van Almsick | 54,94 s      |

Finale am 26. Juli

### 200 m Freistil
| Platz | Land | Athletin              | Zeit        |
| ----- | ---- | --------------------- | ----------- |
| 1     | USA  | Nicole Haislett       | 1:57,90 min |
| 2     | GER  | Franziska van Almsick | 1:58,00 min |
| 3     | GER  | Kerstin Kielgaß       | 1:59,67 min |

Finale am 27. Juli

### 400 m Freistil
| Platz | Land | Athletin     | Zeit        |
| ----- | ---- | ------------ | ----------- |
| 1     | GER  | Dagmar Hase  | 4:07,18 min |
| 2     | USA  | Janet Evans  | 4:07,37 min |
| 3     | AUS  | Hayley Lewis | 4:11,22 min |

Finale am 28. Juli

### 800 m Freistil
| Platz | Land | Athletin     | Zeit        |
| ----- | ---- | ------------ | ----------- |
| 1     | USA  | Janet Evans  | 8:25,52 min |
| 2     | AUS  | Hayley Lewis | 8:30,34 min |
| 3     | GER  | Jana Henke   | 8:30,99 min |

Finale am 30. Juli

### 100 m Rücken
| Platz | Land | Athletin            | Zeit             |
| ----- | ---- | ------------------- | ---------------- |
| 1     | HUN  | Krisztina Egerszegi | 1:00,68 min (OR) |
| 2     | HUN  | Tünde Szabó         | 1:01,14 min      |
| 3     | USA  | Lea Loveless        | 1:01,43 min      |

Finale am 28. Juli

### 200 m Rücken
| Platz | Land | Athletin            | Zeit             |
| ----- | ---- | ------------------- | ---------------- |
| 1     | HUN  | Krisztina Egerszegi | 2:07,06 min (OR) |
| 2     | GER  | Dagmar Hase         | 2:09,46 min      |
| 3     | AUS  | Nicole Stevenson    | 2:10,20 min      |

Finale am 31. Juli

### 100 m Brust
| Platz | Land | Athletin           | Zeit        |
| ----- | ---- | ------------------ | ----------- |
| 1     | EUN  | Jelena Rudkowskaja | 1:08,00 min |
| 2     | USA  | Anita Nall         | 1:08,17 min |
| 3     | AUS  | Samantha Riley     | 1:09,25 min |

Finale am 29. Juli

### 200 m Brust
| Platz | Land | Athletin      | Zeit             |
| ----- | ---- | ------------- | ---------------- |
| 1     | JPN  | Kyōko Iwasaki | 2:26,65 min (OR) |
| 2     | CHN  | Lin Li        | 2:26,85 min      |
| 3     | USA  | Anita Nall    | 2:26,88 min      |

Finale am 27. Juli

### 100 m Schmetterling
| Platz | Land | Athletin               | Zeit         |
| ----- | ---- | ---------------------- | ------------ |
| 1     | CHN  | Qian Hong              | 58,62 s (OR) |
| 2     | USA  | Crissy Ahmann-Leighton | 58,74 s      |
| 3     | FRA  | Catherine Plewinski    | 59,01 s      |

Finale am 29. Juli

### 200 m Schmetterling
| Platz | Land | Athletin       | Zeit        |
| ----- | ---- | -------------- | ----------- |
| 1     | USA  | Summer Sanders | 2:08,67 min |
| 2     | CHN  | Wang Xiaohong  | 2:09,01 min |
| 3     | AUS  | Susie O’Neill  | 2:09,03 min |

Finale am 31. Juli

### 200 m Lagen
| Platz | Land | Athletin       | Zeit             |
| ----- | ---- | -------------- | ---------------- |
| 1     | CHN  | Lin Li         | 2:11,65 min (WR) |
| 2     | USA  | Summer Sanders | 2:11,91 min      |
| 3     | GER  | Daniela Hunger | 2:13,92 min      |

Finale am 30. Juli

### 400 m Lagen
| Platz | Land | Athletin            | Zeit        |
| ----- | ---- | ------------------- | ----------- |
| 1     | HUN  | Krisztina Egerszegi | 4:36,54 min |
| 2     | CHN  | Lin Li              | 4:36,73 min |
| 3     | USA  | Summer Sanders      | 4:37,58 min |

Finale am 26. Juli

### 4 × 100 m Freistil
| Platz | Land | Athletinnen | Zeit             |
| ----- | ---- | --- | ---------------- |
| 1     | USA  | Nicole Haislett Angel Martino Jenny Thompson Dara Torres Im Vorlauf: Ashley Tappin, Crissy Ahmann-Leighton        | 3:39,46 min (WR) |
| 2     | CHN  | Zhuang Yong Lu Bin Yang Wenyi Le Jingyi Im Vorlauf: Zhao Kun                                                      | 3:40,12 min      |
| 3     | GER  | Franziska van Almsick Daniela Hunger Simone Osygus Manuela Stellmach Im Vorlauf: Kerstin Kielgaß, Annette Hadding | 3:41,60 min      |

Finale am 28. Juli

### 4 × 100 m Lagen
| Platz | Land | Athletinnen | Zeit             |
| ----- | ---- | --- | ---------------- |
| 1     | USA  | Crissy Ahmann-Leighton Lea Loveless Anita Nall Jenny Thompson Im Vorlauf: Elizabeth Wagstaff, Megan Kleine, Summer Sanders, Nicole Haislett | 4:02,54 min (WR) |
| 2     | GER  | Franziska van Almsick Jana Dörries Dagmar Hase Daniela Hunger Im Vorlauf: Daniela Brendel, Bettina Ustrowski, Simone Osygus                 | 4:05,19 min      |
| 3     | EUN  | Nina Schiwanewskaja Olha Kyrytschenko Natalia Meschtscherjakowa Jelena Rudkowskaja Im Vorlauf: Jelena Schubina                              | 4:06,44 min      |

Finale am 30. Juli